# زمین‌لرزه ۲۰۰۳ پاناما
زمین‌لرزه پاناما  در تاریخ ۲۵ دسامبر ۲۰۰۳ میلادی، برابر با ‎۴ دی ۱۳۸۲، ساعت ۷:۱۱:۱۱ به زمان یوتی‌سی در پاناما رخ داد. ژرفای این زلزله ۳۴ کیلومتر بود، و بزرگی آن ۶٫۵ در مقیاس Mw اعلام شده‌است. زمین‌لرزه به وقت محلی در روز پنج‌شنبه، ساعت ۲ روی داده و منطقه زمانی آن یوتی‌سی -۵ بوده‌است .
سازمان زمین‌شناسی آمریکا نیز رومرکز این زمین‌لرزه را در مختصات ۸°۲۴′۵۸″شمالی ۸۲°۴۹′۲۶″غربی / ۸٫۴۱۶°شمالی ۸۲٫۸۲۴°غربی و ژرفای آنرا در ۳۳ کیلومتر گزارش کرده‌است. بزرگی برگزیدهٔ این سازمان از میان بزرگیهای محاسبه‌شدهٔ مختلف ۶٫۵ در مقیاس Mw بوده و از دید اثر، در میان چهار دسته‌بندی «نامحسوس»، «محسوس»، «زیان‌آور» یا «با تلفات»، زلزله را «با تلفات» اعلام کرده‌است.شمار بسیاری ساختمان در زمین‌لرزه آسیب دیده یا خراب شده‌است.
پروژهٔ «تنسور گشتاور مرکزوار» زاویه‌های (راستا، شیب، ریک) گسل سازندهٔ زمین‌لرزه و صفحه عمود بر آنرا (°۱۲، °۸۵، °۱۷۶) یا (°۱۰۳، °۸۶، °۵) و نوع گسل را «امتدادلغز» فرارسانده‌است.
شمار کشتگان زلزله حدود ۲ نفر بوده‌است.تعداد زخمیان ۷۵ نفر برآورده شده‌است.